# 巴洛克 (街头霸王)
巴洛克，是卡普空游戏快打旋風系列的人物。最初在《街頭霸王II －世界勇士－》出现。他的主要外观是戴着面具，手上穿着鋼爪。
1992年，日本杂志《Gamest》将其列为1991年第16大新加入人物。在《街头霸王系列》15周年的活动中，巴洛克被选为卡普空85个角色中的第5位。